# Fosfatidiletanolamină

Principalele lipide membranare: fosfatidilcolină (PtdCho); fosfatidiletanolamină (PtdEtn); fosfatidilinozitol (PtdIns); fosfatidilserină (PtdSer).

Fosfatidiletanolaminele (PE) sunt o clasă de fosfolipide care se găsesc în membranele biologice. Acestea sunt sintetizate prin adăugarea de difosfat de citidină-etanolamină la digliceride, eliberând monofosfat de citidină. S-adenozil metionina poate metila ulterior amina din fosfatidiletanolamine pentru a produce fosfatidilcoline.